# Le Printemps du rire
 (octobre 2020).
Le Printemps du rire est un festival d'humour créé en 1995 qui se déroule à Toulouse et dans le département de la Haute-Garonne. En partenariat avec de nombreuses salles, le festival a lieu chaque année aux mois de mars et avril et dure désormais 31 jours. La programmation comprend à la fois des one wo/man show et du stand-up, mais aussi du théâtre, des spectacles musicaux, de l'improvisation, ou encore du cinéma,.
La Nuit du printemps, devenu le rendez-vous de l'humour en Occitanie, réunit chaque année au Zénith de Toulouse un plateau d'une dizaine d'humoristes.
En 2021, le festival propose une diffusion en ligne pour faire face à la pandémie.

## Programmation

### 26e édition (2020)
Du 6 mars au 5 avril 2020.
- Artistes invités : Sophia Aram, Pablo Mira, M. Fraize, Et tout le monde s'en fout, Antonia de Rendinger, Les Jumeaux, Giroud & Stotz, Frédéric Fromet, Chantal Ladesou, La Bajon, Élisabeth Buffet, Waly Dia, Jeanfi Janssens, Roland Magdane, Anne Roumanoff , Paul Mirabel, Farah...
- Marraine des jeunes talents : Antonia de Rendinger
- Jeunes talents : Yazid Assoumani, Bedou, Julien Bing, Yassir Bnf, Cyril Hives, Inno JP
- Plateau de la Nuit du printemps : (annulée pour raisons sanitaires)
  - Maîtres de cérémonie : Thomas VDB, Alex Vizorek
  - Artistes invités : Jean-Marie Bigard, Giroud & Stotz, Pablo Mira, Olivia Moore, Doully, Jeanfi Janssens, La Bajon, Élisabeth Buffet, Inno JP

### 25e édition (2019)
Du 22 mars au 21 avril 2019,.
- Artistes invités : Didier Porte, Gil Alma, Les Jumeaux, Sophia Aram, Didier Gustin, Giroud & Stotz, Frédérick Sigrist, Bun Hay Mean, Rachid Badouri,  Guillermo Guiz, Jeanfi Janssens, Roland Magdane...

- Parrain des jeunes talents : Guillermo Guiz
- Jeunes talents[9] : Dena, Ben Is, Clément K, Paul Mirabel, William Pilet, Julien Sonjon
- Plateau de la Nuit du printemps :
  - Maîtres de cérémonie : Cauet, Jeff
  - Artistes invités : Gil Alma, Jovany, Odah & Dako, Élodie Poux, Les Jumeaux, Frédérick Sigrist, Marina Rollman, Gérald Dahan, Paul Mirabel

## Temps forts du festival

### La Nuit du printemps
La Nuit du Printemps est une soirée d'humour au Zénith de Toulouse réunissant un plateau d'une dizaine d'artistes reconnus, accompagnés d'un ou deux maîtres de cérémonie. 

### Le Gala du printemps et les Tournées du printemps
Le Printemps du rire a mis en place un dispositif de soutien aux jeunes talents de l'humour. Chaque année, un tremplin est organisé dans plusieurs villes de France, Suisse et Belgique, pour aboutir à une sélection finale de six jeunes talents à Paris. Le gagnant de cette finale se voit offrir un passage à la Nuit du Printemps.
Les six jeunes sélectionnés participent par ailleurs à deux évènements du Printemps du Rire :
- Le Gala du printemps : c'est l'évènement d'ouverture du festival. La soirée est animée par un plateau composé des six jeunes talents sélectionnés ainsi que leur parrain ou marraine.
- Les Tournées du printemps : elles sont organisées dans différentes villes du département Haute-Garonne. Les jeunes talents sont divisés en deux tournées et partagent chaque soir le plateau.

### Le Off du printemps
Depuis 2018, le festival accueille dans le Off une programmation ouverte à d'autres formes artistiques liées à l'humour, telles que le cinéma, le cirque, la poésie, la musique...

### Le P'tit Printemps
Le festival propose également une programmation dédiée au jeune public.

### Le Trophée de la Création du printemps
Depuis 2018, le festival du Printemps du rire a mis en place un dispositif de soutien à la création théâtrale. Plusieurs pièces en compétition sont présentées pour la première fois devant le public. La pièce gagnante est récompensée lors de la soirée de clôture du festival, et est jouée lors de la clôture du festival l'année suivante.